# Aïshti
Aïshti is een Libanese luxe warenhuisketen en exploitant van luxe modeboetieks. In 2015 opende Aïshti de Aïshti Foundation in Beiroet. 
Aïshti werd in 1989 opgericht door Tony Salamé  en is uitgegroeid van een enkele luxe kledingwinkel tot een keten met verschillende vestigingen in heel Libanon, waar luxemerken worden verkocht, waaronder Prada, Miu Miu, Yves Saint Laurent, Dolce & Gabbana, Dior, Sergio Rossi, Roberto Cavalli, Marc Jacobs, Marni, Burberry, Fendi en Chloé. Daarnaast bezit en exploiteert Aïshti verschillende monobrand-boetieks in Libanon, van onder meer Cartier, Gucci, Burberry, Fendi, Marc Jacobs en Dolce & Gabbana. Met de formule Aïzone,  die een aparte divisie vormt, richt Aïshti zich op de informele kant van de modemarkt. Hier worden internationale merken, waaronder Camper, True Religion, 7 for All Mankind, Armani Jeans en diverse andere merken verkocht. Naast winkels in Libanon heeft het bedrijf ook winkels in Jordanië, Koeweit en de Verenigde Arabische Emiraten. 
Naast de winkels biedt het bedrijf ook diensten aan met een spa en kapsalon in de Aïshti-winkel in het centrum van Beiroet, en een lifestyle-publicatie, A Magazine"  gericht op mode, entertainment en design. Het bedrijf exploiteert ook "L'Officiel Levant,"  een lokale uitloper van "L'Officiel Paris.
De restaurants, "People", met twee aparte locaties, Faqra en Downtown en "ART People" in Antelias, Aïshti by the Sea zijn ook onderdeel van Aïshti. 

## Geschiedenis
In 1989 opende Tony Salamé, een Libanees-Italiaanse zakenman en kunstverzamelaar de eerste Aïshti-winkel. In 1995 bouwde hij Aishti uit tot het belangrijkste luxe warenhuis van Libanon met een vlaggenschipwinkel in de Souks in het centrum van Beiroet, met daaraan grenzende monomerkboetieks - zoals Cartier, Dior en Dolce & Gabbana. 
In 2015 opende de Aïshti Foundation, een combinatie van kunstgalerie en winkelruimte op een oppervlakte van ruim 32.500 m². Het complex ligt ten noorden van Beiroet in Jal el Dib. De Aishti Foundation is gebouwd in opdracht van Tony Salamé, CEO van Aishti, en ontworpen door architect David Adjaye. Het complex met een gevel van rode keramische tegels herbergt een combinatie van een luxe winkelcentrum en een aparte tentoonstellingsruimte. Het interieur is een ontwerp van Christian Lahoude Studio. De bouw van het complex nam drie jaar in beslag.  De bouwkosten werden geschat op meer dan $ 100 miljoen.
In de tentoonstellingsruimte van meer dan 3.700 m²  worden werken uit de persoonlijke kunstcollectie van zo'n 2.500 werken van Salamé, tentoongesteld.
Salamé is de  CEO en voorzitter van Aishti. 